# Gapyeong-gun
Gapyeong (del coreano: 가평), oficialmente Condado de Gapyeong (en coreano: 가평군, Gapyeong-gun), es un condado en la provincia de Gyeonggi, Corea del Sur.
Gapyeong es también conocida por su belleza natural. Limita con la provincia montañosa de Gangwon en el este. La rama norte del río Han fluye a través de la zona. Varios embalses y estaciones están ubicadas en el condado.
El servicio de trenes a Gapyeong proporciona entonces un corto viaje en taxi a la isla turística de Namiseom. Un corto viaje en ferry 3 minutos luego lleva al viajero a la isla, que ofrece comida y alojamiento en armonía con la naturaleza.